# Antiblemma amarga
Antiblemma amarga là một loài bướm đêm trong họ Erebidae.